# Gaoshan
Die Gaoshan (chinesisch 高山族, Pinyin Gāoshānzú) sind eine der 56 Nationalitäten der Volksrepublik China, die offiziell als eigenständige Völker „anerkannt“ worden sind. Der chinesische Begriff bezeichnet die Ureinwohner Taiwans, das von der Volksrepublik China als „abtrünnige Provinz“ betrachtet wird. Gaoshan ist eine Sammelbezeichnung für die 16 offiziell von der Republik China (Taiwan) anerkannten indigenen Völker austronesischer Abstammung.

## Bevölkerung
Es gibt 16 von Taiwan offiziell anerkannten ethnische Gruppen von taiwanischen Austronesier:
- die Amis 阿美族 Amei zu;
- die Atayal 泰雅族 Taiya zu;
- die Bunun 布農族 Bunong zu;
- die Kavalan 噶瑪蘭族 Gamalan zu, auch 卡瓦蘭族 Kawalan zu;
- die Paiwan 排灣族 Paiwan zu;
- die Puyuma 卑南族 Beinan zu, auch Pinuyumayan 漂馬族 Piaoma zu genannt;
- die Rukai 魯凱族 Lukai zu, auch Tsarisen, Tsalisen oder Salisen genannt;
- die Saisiat 賽夏族 Saixia zu, auch Saisiyat transkribiert;
- die Sakizaya (Sakiraya) 撒奇萊雅族 Sāqíláiyǎ zú;
- die Tau 達悟族 Dawu zu, früher auch Yami 雅美族 Yamei zu genannt;
- die Thao 劭族 Shaozu, auch 邵族 Shaozu;
- die Truku 太魯閣族 Tailuge zu;
- die Tsou 鄒族 Zouzu, auch 曹族 Caozu;
- die Pingpu (Peipo) 平埔人 Pingpu ren.

Hattaway (s. Literaturverzeichnis) gibt für die Gaoshan der VR China 1.500 Amis, 1.300 Bunun und 510 Paiwan an. Für diese Zahlen gibt es aber keinerlei überprüfbare Belege. Bei den Volkszählungen wurden 1.650 (1982), 2.909 (1990), 4.461 (2000) und schließlich 4.015 (2010) Gaoshan gezählt. Das starke Bevölkerungswachstum von 1982 bis 2000 (170,36 %) beruht auf dem erhöhten Bedarf an politischer Repräsentation, der Menschen mit taiwanischen Vorfahren dazu ermutigte, sich ethnisch als Gaoshan zu definieren. Der leichte Rückgang in den letzten zehn Jahren geht darauf zurück, dass zum einen das Potential ausgeschöpft sein dürfte und zum anderen die Population stark überaltert war.

## Verbreitung der Gaoshan auf Provinzebene in China nach den Daten des Zensus 2010 (Stichtag 1. November 2010)
| Gebiet              | Zahl  | Anteil   |
| ------------------- | ----- | -------- |
| Volksrepublik China | 4.015 | 100,00 % |
| Henan               | 0 780 | 019,43 % |
| Fujian              | 0 423 | 010,54 % |
| Guangxi             | 0 278 | 06,92 %  |
| Liaoning            | 0 211 | 05,26 %  |
| Hebei               | 0 208 | 05,18 %  |
| Guizhou             | 0 191 | 04,76 %  |
| Hubei               | 0 162 | 04,03 %  |
| Guangdong           | 0 161 | 04,01 %  |
| Jiangxi             | 0 132 | 03,29 %  |
| Yunnan              | 0 131 | 03,26 %  |
| Hunan               | 0 128 | 03,19 %  |
| Innere Mongolei     | 0 120 | 02,99 %  |
| Jiangsu             | 0 120 | 02,99 %  |
| Hainan              | 0 111 | 02,76 %  |
| Peking              | 0 103 | 02,57 %  |
| Jilin               | 0 100 | 02,49 %  |
| Sichuan             | 0 100 | 02,49 %  |
| Anhui               | 0 89  | 02,22 %  |
| Zhejiang            | 0 88  | 02,19 %  |
| Shanghai            | 0 81  | 02,02 %  |
| Shandong            | 0 66  | 01,64 %  |
| Chongqing           | 0 45  | 01,12 %  |
| Xinjiang            | 0 44  | 01,10 %  |
| Tianjin             | 0 29  | 00,72 %  |
| Gansu               | 0 27  | 00,67 %  |
| Heilongjiang        | 0 25  | 00,62 %  |
| Qinghai             | 0 20  | 00,50 %  |
| Shaanxi             | 0 15  | 00,37 %  |
| Ningxia             | 0 10  | 00,25 %  |
| Shanxi              | 0 9   | 00,22 %  |
| VBA                 | 0 6   | 00,15 %  |
| Tibet               | 0 2   | 00,05 %  |

## Sprache, Religion
Sehr wenige Gaoshan beherrschen Reste verschiedener Sprachen der Ureinwohner Taiwans. Im Bereich der Religion dürfte inzwischen eine weitgehende Anpassung an die Han-Chinesen erfolgt sein. Möglicherweise existieren noch Überreste autochthoner Glaubensvorstellungen.